# 1980年レークプラシッドオリンピックのリヒテンシュタイン選手団
1980年レークプラシッドオリンピックのリヒテンシュタイン選手団（1980ねんレークプラシッドオリンピックのリヒテンシュタインせんしゅだん）は、1980年2月13日から2月24日まで、アメリカ合衆国ニューヨーク州のレークプラシッドで開催された1980年レークプラシッドオリンピックのリヒテンシュタイン選手団、およびその競技結果。

## 概要
今大会は金メダル2個、銀メダル2個、合計4個のメダルを獲得した。
アルペンスキーでハンニ・ウェンツェルが、女子大回転と女子回転で金メダルを獲得し、2冠を達成した。

## メダル
| メダル | 選手名                     | 競技           | 種目       |
| ------ | -------------------------- | -------------- | ---------- |
| 金     | ハンニ・ウェンツェル       | アルペンスキー | 女子大回転 |
| 金     | ハンニ・ウェンツェル       | アルペンスキー | 女子回転   |
| 銀     | ハンニ・ウェンツェル       | アルペンスキー | 女子滑降   |
| 銀     | アンドレアス・ウェンツェル | アルペンスキー | 男子大回転 |